# 공주 영은사 칠성탱화
공주 영은사 칠성탱화(公州 靈隱寺 七聖幀畵)는 대한민국 충청남도 공주시 금성동, 영은사에 있는 조선시대의 칠성도이다. 2001년 6월 30일 충청남도의 문화재자료 제377호로 지정되었다.

## 참고 자료
- 공주 영은사 칠성탱화 - 국가유산청 국가유산포털